# Rosolini
Rosolini ist eine Stadt im Freien Gemeindekonsortium Syrakus in der Region Sizilien in Italien mit 20.562 Einwohnern (Stand: 31. Dezember 2023).

## Lage und Daten
Rosolini liegt 50 Kilometer südwestlich von Syrakus. Die Einwohner arbeiten hauptsächlich in der Landwirtschaft, in der Viehzucht und in der Industrie.
Rosolini liegt an der Bahnstrecke Canicattì–Syrakus.
Die Nachbargemeinden sind Ispica (RG), Modica (RG), Noto und Ragusa (RG).

## Geschichte
Der Ort bestand bereits zu römischer und byzantinischer Zeit. 1713 wurde der Ort an der heutigen Stelle neu gegründet.

## Sehenswürdigkeiten
- Kirche Madre San Giuseppe/San Luigi Gonzaga, mit einem kostbaren Reliquiar, in dem der Unterkiefer des hl. Aloisius aufbewahrt wird[2]
- Kirche di San Francesco
- Kirche di Santa Caterina
- Kirche del Santissimo Crocifisso
- Platamone-Palast, 1668 erbaut

## Städtepartnerschaften
Es besteht mit Santa Fe in Argentinien eine Städtepartnerschaft. Am 26. Oktober 2018 wurde eine weitere Partnerschaft mit Frankenthal (Pfalz) geschlossen.

## Söhne und Töchter der Stadt
- Frank Lentini (1889–1966), Sideshowdarsteller
- Antonio Santacroce (* 1946), Maler, Bildhauer und Grafiker
- Sebi Tramontana (* 1960), Jazz-Posaunist
- Davide Carbonaro (* 1967), römisch-katholischer Ordensgeistlicher, Erzbischof von Potenza-Muro Lucano-Marsico Nuovo